# اعرف عدوك: اليابان
اعرف عدوك: اليابان هو فيلم دعائي أمريكي عن الحرب العالمية الثانية في المحيط الهادئ، أخرجه فرانك كابرا، بالإضافة إلى إخراج المخرج الوثائقي التجريبي جوريس إيفنز. تم تكليف وزارة الحرب الأمريكية بإنتاج الفيلم الذي يهدف إلى تثقيف جنود أمريكا حول اليابان وشعبها ومجتمعها وتاريخها وحكومتها العسكرية الشمولية. ومع ذلك، لم يحقق الفيلم هدفه الكامل لأن الانتهاء منه تأخر بسبب الخلافات بين هوليوود وواشنطن ونهاية مفاجئة للحرب في المحيط الهادئ قريبًا بعد إصدار الفيلم في أغسطس 1945. كان عرض الفيلم لأول مرة أمام الجمهور في عام 1977 كجزء من برنامج خاص على شبكة PBS.

## القصة
يبدأ الفيلم بنص تمهيدي يذكر أن اليابانيين في أمريكا قاتلوا بشجاعة من أجل أمريكا لأنهم يؤمنون بالقيم مثل "الحرية" و "الحرية" ووفقًا للتمهيد، فإن بقية الفيلم لا يصور جميع اليابانيين كعدوين، وإنما يصور فقط اليابانيين الأصليين كعدوين. يستمر الفيلم في وصف حياة جنود الجيش الإمبراطوري الياباني. يركز هذا الجزء من الفيلم بشكل رئيسي على مظهر ونظام غذاء الجندي الفردي وبناءً على ذلك، يولي اهتمامًا أقل بتكتيكاته واستراتيجيته. يعلق الفيلم على أن جنود الجيش الإمبراطوري الياباني هم "متماثلون مثل النسخ الفوتوغرافية من نفس السلبية".
يقال أن اليابانيين مخلصون للإمبراطور هيروهيتو والسرد يشير إلى أنهم "يُسلِمون سلطات رئيس الولايات المتحدة ورئيس الوزراء في بريطانيا العظمى والكبير في روسيا السوفيتية؛ بالإضافة إلى سلطات البابا ورئيس أساقفة كانتربيري ورئيس الكنيسة الأرثوذكسية الروسية واختتم الأمر بالسلطة الإلهية لابننا الإلهي، وستبدأ في فهم ما يعنيه هيروهيتو لليابانيين، ولماذا يطلقون عليه الإمبراطور الإله".
بعد الحديث عن إلهية هيروهيتو وقول أن أصوله الإلهية تشترك فيها الشعب الياباني بأكمله، يصف الفيلم الشنتو، وهي ديانة يابانية، قائلاً إنها كانت "ديانة غريبة لشعب غريب" حتى عام 1870 عندما تم خياطة مذهب جنوني ومتعصب للفتح العالمي، استنادًا إلى وصية جيمو، أول إمبراطور لليابان، بـ "لنمتد بالعاصمة ونغطي ثمانية زوايا العالم تحت سقف واحد"، وأطلق عليه اسم "هاككو ايشيو" (八紘一宇)، الذي يعني حرفيًا "ثمانية حبال تاج واحد"، أي "العالم كله تحت سقف واحد". يصف الفيلم معبد ياسوكوني، وهو معبد شنتو يحتضن جميع قتلى الحرب في اليابان، ومنهم تعود أرواح الذين قتلوا في المعارك.
بعد تكرار عبارة "إذا كنت يابانيًا، فإنك تؤمن بهذه الأشياء"، يغير الفيلم قليلاً من الاتجاه عندما يطرح على جمهوره السؤال التالي: "ولكن إذا لم تكن يابانيًا، فما هو اليابان الحقيقية، اليابان التي يعرفها الجغرافي وعالم الإنسان والمؤرخ؟" بعد درس جغرافي قصير، يتم تقديم فكرة "دم الآلهة النقي" للشعب الياباني ومواجهتها باتهامات بأنها ليست سوى "كوكتيل بلازما". ثم يبدأ الجزء التاريخي وفيه يتم تصوير الإمبراطور بأنه لديه قلة من السلطة السياسية، حيث يكون السلطة الحقيقية في يد الدايميو وجيوشهم من الساموراي. يتم تشويه الساموراي مع رمزهم في البوشيدو، حيث يقول معلق الفيلم أنه "ليس فقط يبرر الغش والخيانة ولكن ينظر إليها كفنونية يجب تنميتها." تُستخدم قدوم المسيحية وطرد الحكام الغربيين وعزل اليابان لمدة 200 عام ردًا على تعاليمها للسلام والمساواة لتشويههم بشكل أكبر.
يقارن الفيلم بعد ذلك بين التقدم العلمي والفني الذي حدث في الغرب خلال عصر التنوير مع العزلة المتواصلة التي عاشتها اليابان في نفس الفترة، والتي تم كسرها بفتح القسم القسري لليابان على يد الكومودور بيري في عام 1853. يتم مناقشة تغريب اليابان خلال النهضة الميجي، ولكن يتم مناقشتها دائمًا في سياق كيف استخدمها الحكام لتحقيق طموحاتهم الشخصية. إلغاء موقع الشوغون وترقية الإمبراطور الذي كان عاجزًا سابقًا إلى نقطة تجمع في عام 1868 مع الحكام الذين "احتفظوا لأنفسهم وحدهم بالحق في التحدث باسمه وتوجيه سياسته" يعطي جمهور الفيلم انطباعًا بأن هيروهيتو كان شخصية رمزية بلا سلطة فعالة. يستدعي الفيلم الذاكرة تاناكا، وهو وثيقة يعتبرها الكثيرون تزويرًا في الوقت الحاضر، كمخطط سري للغزو العالمي للبارون جيتشي تاناكا، وتعتبر "كيتابي مين" الياباني.
يتم التأكيد على سلطة الحكام في بقية الفيلم، ويتم تلخيصها بالبيان بأنهم لم يتبنوا أبدًا المبادئ الأخلاقية والأخلاقية التي جاءت مع الأفكار التي اقترضوها من العالم الغربي، ويتم تصفية جميع المعلومات للشعب الياباني بعد الموافقة عليها وتعديلها أولاً لتتناسب مع أهداف الحكام. يؤكد الفيلم هذا البيان من خلال إظهار الجمهور أنه على الرغم من تحديث اليابان، معظم الشعب الياباني ما زال يعيش ويعمل بالطرق التي لم تتغير بشكل فعال منذ القرن السابع عشر، وحتى الرجل الياباني ذو الوظيفة البيضاء، عندما يعود إلى المنزل، يعيش كما عاش أسلافه في العصور الوسطى.
يُستخدم سيطرة الحكام على الشعب الياباني لشرح التوسع الحالي والأعمال الحربية لليابان، وينتهي الفيلم بظروف الحرب في اليابان عام 1945.

## الإنتاج

### التطوير
عندما دخلت الولايات المتحدة الحرب العالمية الثانية، قدم رئيس الأركان العامة للجيش الأمريكي جورج سي. مارشال طلبًا رسميًا إلى المخرج فرانك كابرا لإنتاج سلسلة من أفلام الوثائقية التي ستُعرض للجمهور العام وتستخدم لتوجيه الجنود الأمريكيين قبل وأثناء النشرة العسكرية. بتكليفه كضابط رئيسي ووضعه في قيادة الفرقة الفوتوغرافية والإشارات 834، قام كابرا بإنتاج سلسلة أفلام "لماذا نحارب"، بالإضافة إلى أفلام أخرى مثل "اثنان للأسف وواحد للذهاب" و"تعرف عدوك: اليابان".
على الرغم من بدء الإنتاج على فيلم "تعرف عدوك: اليابان" في عام 1942، إلا أنه واجه مشاكل منذ البداية بسبب عدم قدرة الحكومة الأمريكية على تحديد ما يجب أن تكون سياستها الخارجية تجاه اليابان بالضبط.

#### الكتابة
كتب وورين داف أول سيناريو للفيلم في يونيو 1942، لكنه تم وضعه على الرف عندما انتقلت إدارة الأركان العامة للجيش إلى لوس أنجلوس. قام فرانك كابرا بتعيين جوريس إيفنز للإشراف على الوثائقي في أوائل عام 1943، ولكن بعد تقديم إيفنز معاينة لمدة 20 دقيقة، التي تناولت اليابانيين كشعب ذو عقول مفتوحة يقودهم الإمبراطور هيروهيتو الذي تم تشويه صورته، أخبر كابرا إيفنز بمغادرة المشروع لأن الجيش الأمريكي كان قد رفض بشدة النهج الذي تبناه في تصويره لليابانيين وطلبوا إزالته من الإنتاج. علق ألين ريفكين، أحد الكتاب العاملين على السيناريو، بأن إحدى العوائق الكبيرة التي واجهت إنتاج الفيلم كانت الإدراك بأنه "لا يمكننا أن نصف هيروهيتو بأنه مجرم حرب لأننا كنا نعلم أنه سيتعامل معنا لاحقًا وألقى بنا في حالة من الارتباك. هذا هو السبب في أنه استغرق وقتًا طويلاً".
كان من المفترض في البداية أن يتولى إدغار بيترسون وجون هيوستون إخراج الفيلم قبل أن يتولى كابرا وإيفنز أنفسهما الدور. في النهاية، شعر كتاب السيناريو أن كابرا فقد الاتجاه في الفيلم، بصرف النظر عن رغبته في إضفاء توجهات عنصرية على الفيلم. لم يكن الكتاب يعلمون أن تصوير كابرا العنصري كان بناءً على طلب من الجيش الأمريكي. في يناير 1945، خضع الفيلم لسلسلة من المراجعات النهائية لأن البنتاغون اعتبر أنه لا يزال "يظهر تعاطفًا كبيرًا تجاه الشعب الياباني".

##### التحرير
تم جمع الفيلم من لقطات تم الحصول عليها من الأفلام الوثائقية الأخبارية والأمم المتحدة وأفلام العدو وأفلام يابانية خيالية تم استخدامها لإعطاء الفيلم خلفية تاريخية، بالإضافة إلى إعادة التمثيلات التي تمت مراقبتها من قبل وزارة الحرب. يتم سرد اللقطات بصوت والتر هيوستون ودانا أندروز. تتضمن اللقطات مشاهد من أفلام يابانية جيدايجيكي قبل الحرب تضم ريونوسكي تسوكيغاتا و كونيتارو ساوامورا و كوجي ميتسوي الشاب الذي أصبح لاحقًا ممثلًا رئيسيًا.

###### الإصدار
كان الهدف الرئيسي للفيلم هو الحفاظ على روح القتال لقوات الجيش الأمريكي للدفعة النهائية ضد جزر اليابان الرئيسية، حيث كان من المتوقع أن تكون المقاومة هناك الأشرس. وقال المؤرخ جون داور إن الفيلم
كان مزيجًا من معظم الصور النمطية السائدة في العالم الناطق بالإنجليزية عن العدو الياباني، باستثناء أبشعها وأكثرها خشونة وعنصرية صراحة، وقد أسرت العواطف والافتراضات التي تكمن وراء ليس فقط شراسة الاصطدام في آسيا والمحيط الهادئ، ولكن أيضًا الخطة الشاملة للسياسات الإصلاحية التي حاولت القوى الحليفة فرضها على اليابان المهزومة والمحتلة.
تبين أن تاريخ إصدار "تعرف عدوك: اليابان" دمر قيمته الدعائية تمامًا، لأنه كان في 9 أغسطس 1945، ثلاثة أيام بعد قصف هيروشيما الذري وفي نفس اليوم الذي تعرضت فيه ناغازاكي للقصف. عندما أصبح واضحًا أن استسلام اليابان يصبح واقعًا، تحولت السياسة الخارجية الأمريكية في المحيط الهادئ بسرعة من الحرب إلى المفاوضات. استجابةً لذلك، قرر الجنرال دوغلاس ماكأرثر عدم عرض الفيلم، كما كان مخططًا سابقًا، لجميع العسكريين في مسرح المحيط الهادئ. كما أوصى بعدم إصداره للجمهور.